# Stržanov
Stržanov (německy Sterschanow) je vesnice, část okresního města Žďár nad Sázavou a jedno z jeho katastrálních území o rozloze 4,13 km2. Nachází se asi 4 km na sever od Žďáru nad Sázavou. Prochází zde silnice I/37. V roce 2009 zde bylo evidováno 102 adres. V roce 2001 zde trvale žilo 230 obyvatel.
Samotná vesnice jakož i většina jejího katastru leží v Čechách, ale některé okrajové pozemky leží na Moravě a původně náležely ke katastrům sousedních obcí Počítky a Vysoké.

## Pamětihodnosti
- Hraniční kámen Čech a Moravy, pocházející z roku 1867,[7] u silnice na Žďár
- Kaple sv. Antonína Paduánského